# Валя-Мекрішулуй (комуна)
Валя-Мекрішулуй (рум. Valea Măcrișului) — комуна у повіті Яломіца в Румунії. До складу комуни входять такі села (дані про населення за 2002 рік):
- Валя-Мекрішулуй (1471 особа)
- Гріндаші (640 осіб)

Комуна розташована на відстані 67 км на північний схід від Бухареста, 46 км на північний захід від Слобозії, 121 км на південний захід від Галаца, 139 км на південний схід від Брашова.

## Населення
За даними перепису населення 2002 року у комуні проживали 2111 осіб.
Національний склад населення комуни:
| Національність | Кількість осіб | Відсоток |
| -------------- | -------------- | -------- |
| румуни         | 2086           | 98,8%    |
| цигани         | 24             | 1,1%     |

Рідною мовою назвали:
| Мова      | Кількість осіб | Відсоток |
| --------- | -------------- | -------- |
| румунська | 2109           | 99,9%    |

Склад населення комуни за віросповіданням:
| Релігія     | Кількість осіб | Відсоток |
| ----------- | -------------- | -------- |
| православні | 2109           | 99,9%    |
| мусульмани  | 2              | 0,1%     |